# استانهوپ، کانتی دورهام
latitudeاستانهوپ، کانتی دورهامlongitudeاستانهوپ، کانتی دورهام
استانهوپ، کانتی دورهام (به انگلیسی: Stanhope, County Durham) یک منطقهٔ مسکونی در انگلستان است که در شمال شرقی انگلستان واقع شده‌است.

## نگارخانه

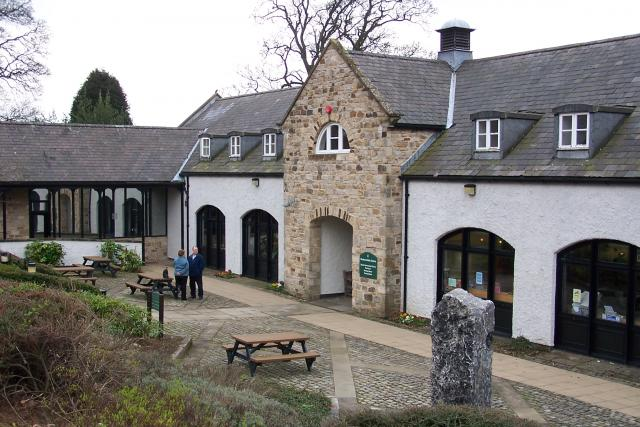
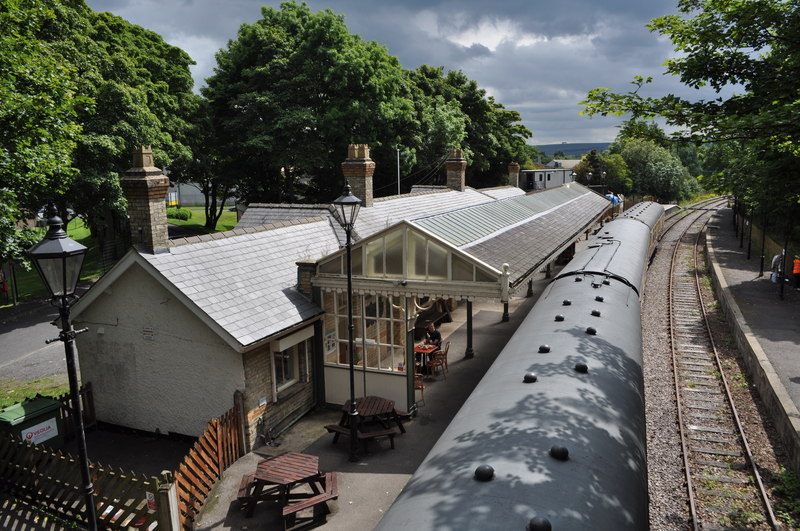
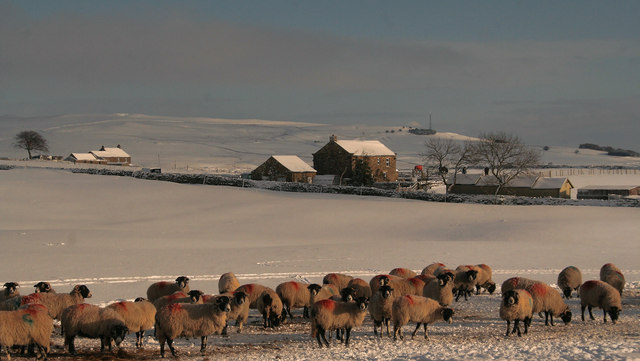
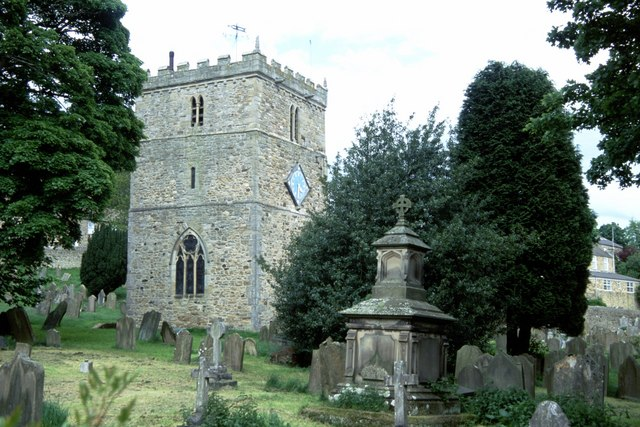
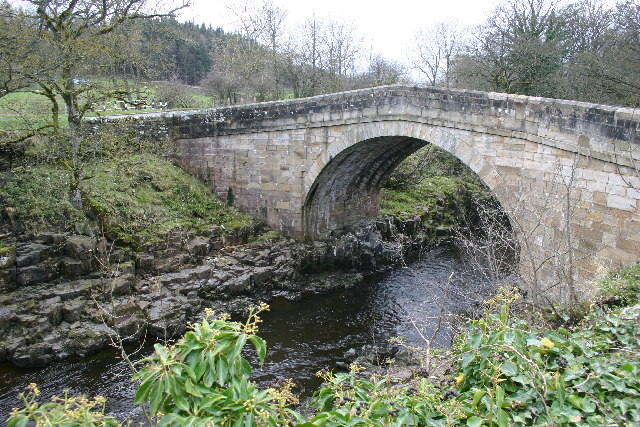
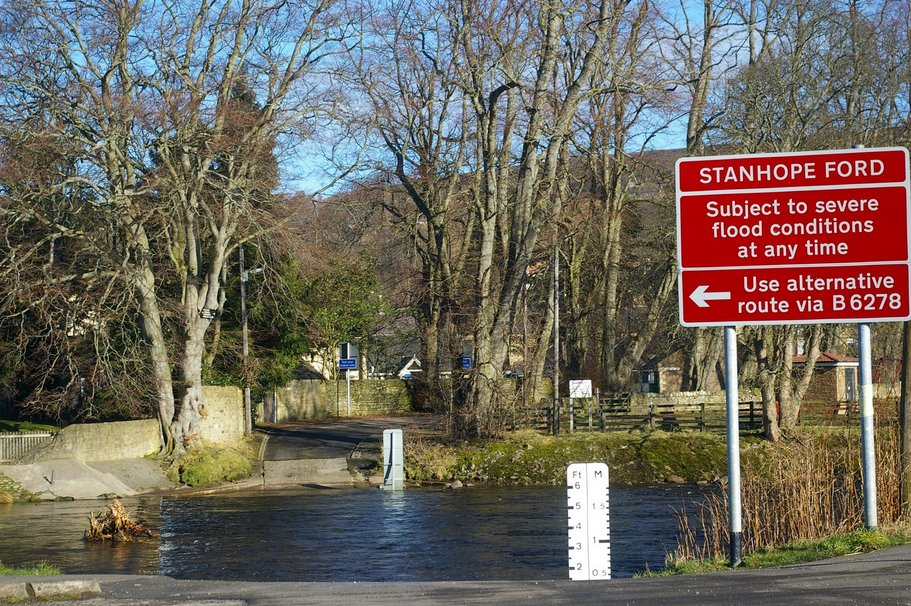

## خصوصیات
استانهوپ ۱٬۶۳۳ نفر جمعیت دارد.